# Honoré Beugré Dakpa
Honoré Beugré Dakpa (ur. 30 lipca 1969 w Grand-Lahou) – iworyjski duchowny katolicki, biskup Katiola od 2023.

## Życiorys

### Prezbiterat
Święcenia kapłańskie przyjął 20 grudnia 1998 i został inkardynowany do archidiecezji Gagnoa. Przez kilka lat pracował jako duszpasterz parafialny. W 2010 rozpoczął pracę jako wykładowca w Katolickim Uniwersytecie Afryki Zachodniej w Abidżanie. W 2013 został dyrektorem Instytutu Prawa Kanonicznego na tej uczelni, a w 2020 objął stanowisko jej sekretarza generalnego. W latach 2011–2016 był też sędzią krajowego sądu biskupiego.

### Episkopat
13 maja 2023 papież Franciszek mianował go biskupem diecezjalnym Katiola. Sakry udzielił mu 15 lipca 2023 kardynał Jean-Pierre Kutwa.